# CJ올리브네트웍스
CJ올리브네트웍스는 생활∙문화 기반의 종합IT서비스를 성공적으로 제공한 경험과 노하우를 바탕으로 디지털전환(DX)을 주도하고, 공간과 일상의 혁신을 선도하는 라이프스타일 혁신 기업이다. 1995년 "제일CnC"로 설립 되었으며, 2014년 12월 CJ올리브영과 합병 후 CJ올리브네트웍스로 사명이 변경됐다.

## 주요 사업
- ITO 비즈니스: 시스템 통합, 시스템 운영, IT컨설팅, IT인프라, 정보 보호
- 스마트 비즈니스: 스마트 제조∙물류, 스마트 시티
- 디지털 비즈니스: AI, 빅데이터, 클라우드, 이음5G 기반 신기술 비즈니스
- 솔루션 & 서비스: CJ ONE, 전자결제(PG) 서비스, 메시징 서비스, 디지털 마케팅, 기프트 카드
- IT 미디어 서비스: 미디어IT사업, 미디어 콘텐츠 사업, 컬처스페이스

## 연혁
- 2023.12 CJ SW창의캠프 교육부 장관상 수상
- 2023.12 청년친화형 기업 ESG 지원 우수사례 선정 '로컬파이오니어 스쿨' 고용노동부 장관상 수상
- 2023.09 CJ ONE 멤버십 회원 3,000만명 돌파
- 2022.12 청년친화형 기업 ESG 지원 우수사례 선정 '리모트 인턴십' 고용노동부 장관상 수상
- 2022.05 이음5G 사업자 등록 과학기술통신부 허가
- 2021.12 CJ SW창의캠프 '제 16회 2021 대한민국사회공헌대상' 수상
- 2021.12 '제22회 소프트웨어 산업인의 날 유공자 포상' 과학기술정보통신부 장관 표창 수상
- 2021.05 피코이노베이션 평택 무인화 스마트 물류센터 구축 사업자 선정
- 2020.10 광주광역시 e스포츠 상설경기장 방송시스템 구축
- 2020.09 국회 4차산업혁명포럼, 한국언론인협회 공동 주최, 2020 4차 산업혁명 파워코리아 산업통상자원부 장관상 수상
- 2019.12 과학기술정보통신부 주최 '2019 SW교육 시상식' 소프트웨어교육 발전 공로 과학기술정보통신부장관상수상

- 2019.12 헤럴드경제 주최 '제 2회 2019 헤럴드 일자리대상' 미래인재 양성 부문 과학기술정보통신부장관상 수상

- 2019.11 2019 SW교육발전유공 과기정통부 장관상 수상
- 2019.11 2019 대한민국 사회공헌대상 수상
- 2019.11 CJ올리브영 분할
- 2018.06 중소벤처기업부 주관 ‘사내벤처 육성사업’ 운영기업 선정
- 2018.04 CJ빅데이터센터, 한국정보화진흥원 주관 '빅데이터 전문센터' 선정
- 2018.04 서울시와 용산전자상가 일대 도시재생 활성화를 위한 업무협약(MOU) 체결
- 2017.12 CJ 송도 IDC, 산업발전유공단체부문 과학기술정보통신부 장관상 표창
- 2017.12 과학기술정보통신부 주최, ‘제4회 코리아빅데이터어워드‘ 기술분야 솔루션 부문  대상(장관상) 수상
- 2017.10 경기도 성남시 주관, 평생학습유공(기관장) 부문 표장
- 2017.07 과학기술정보통신부 주관, 2017 데이터 거래ㆍ중개 선도 시범사업 선정
- 2017.07 아모레퍼시픽 신사옥 디지털 스튜디오 구축
- 2017.04 KTH K쇼핑 방송센터 구축
- 2016.12 CJ송도 IDC, 정보보호 관리체계(ISMS)인증 취득
- 2016.12 여성가족부 주관, ‘2016년 가족친화 인증기업’ 선정
- 2016.06 미래창조과학부 주관, ‘제3회 코리아빅데이터어워드‘ 기술분야 솔루션 부문 최우수상 수상
- 2016.04 TBS교통방송 신사옥 방송 시스템 구축
- 2015.12 융합 성장 연구소 설립
- 2015.06 CJ파워캐스트 4채널 신규 상암 E&M센터 구축
- 2015.04 CJ제일제당 CJ OnlyOne R&D PARK시스템 구축
- 2014.12 CJ올리브영과 합병, ‘씨제이올리브네트웍스 주식회사’로 사명 변경
- 2014.12 성남상공회의소 주관, ‘기업경영대상’ 대상 수상
- 2014.12 한국소프트웨어기술진흥협회 주관, ‘대한민국 SW기술대상’ 대상 수상
- 2014.07 산업통상자원부 주관, ‘제 18회 올해의 에너지 위너상’ 융합 부문 선정
- 2014.06 CJ Blossom Park ICT인프라 구축
- 2014.04 고용노동부 주관, ‘고용창출 100대 우수기업’ 대통령 표창 수상
- 2013.07 CJ그룹 글로벌 HRM(인적자원관리시스템) 구축
- 2011.06 머니투데이방송 HD 부조 구축
- 2010.12 CJ송도 IDC(인터넷데이터센터) 개관
- 2010.08 CJ그룹 통합멤버십 ‘CJ ONE’ 구축
- 2008.01 CJ tvN HD(고화질디지털) 종합편집실 구축
- 2007.06 CJ홈쇼핑 HD 부조종실 및 방송조명시스템 구축
- 2006.01 고용노동부 평가, IT교육부문 최우수 A등급 3년 연속 선정
- 2005.12 정보통신부 주관, ‘디지털지식경영대상’ 정통부장관상 수상
- 2004.12 노동부 훈련기관/과정평가 ‘IT교육부문 최우수 A등급’ 2년 연속 선정
- 2003.04 문화관광부 주관, ‘디지털경쟁력향상대회’ 대상 수상
- 2002.10 ‘씨제이시스템즈주식회사(CJ시스템즈)’로 사명 변경
- 2000.12 정보통신부 주관, ‘정보문화의달’ 정보화촉진 부문 정통부장관상 수상
- 1999.11 씨제이드림소프트(CJ드림소프트) 사명 변경
- 1997.10 국토교통부 주관, ‘한국물류대상’ 정보화부문 대통령 표창 수상
- 1995.04 제일씨앤씨(제일CnC) 주식회사 설립